# Kōnstantinos Makridīs
Kōnstantinos Makridīs (in greco: Κωνσταντίνος Μακρίδης; Limisso, 13 gennaio 1982) è un allenatore di calcio ed ex calciatore cipriota, di ruolo centrocampista, attuale commissario tecnico della nazionale Under-21 cipriota.

## Caratteristiche tecniche
È stato un interno di centrocampo.

## Carriera

### Club
Nel 2002 approda all'Apollon Limassol, dove rimane una stagione e mezza prima di passare all'APOEL: a Nicosia vince tre titoli nazionali, due Coppe di Cipro e due Supercoppe. Nel 2008, dopo cinque stagioni, si trasferisce in Ucraina, al Metalurh Donetsk, dove rimane un solo anno prima di ritornare in patria, all'Omonia Nicosia, che sborsa 250000 € alla società di Donetsk. Con l'Omonia Nicosia vince il campionato e la Supercoppa 2010, la Coppa di Cipro del 2011 e quella del 2012. A fine stagione decide di ritornare al Metalurh Donetsk.

### Nazionale
Debutta il 21 febbraio 2004 contro il Kazakistan (2-1).

## Palmarès

### Club

#### Competizioni nazionali
- Campionato cipriota: 4

APOEL: 2003-2004, 2006-2007, 2008-2009
Omonia: 2009-2010
- Coppa di Cipro: 4

APOEL: 2005-2006, 2007-2008
Omonia: 2010-2011, 2011-2012
- Supercoppa di Cipro: 3

APOEL: 2004, 2008
Omonia: 2010
Apollōn Limassol: 2017